# Plateelbakkerij Jumbo
Plateelbakkerij Jumbo was een van oorsprong Goudse aardewerkfabriek.
Jumbo werd opgericht in Gouda in 1953 en produceerde plateel - siergoed, luxe gebruiksaardewerk en tegen het einde van haar bestaan ook Delfts Blauw siergoed. Later verhuisde het bedrijf naar Gouderak. In 1997 werd het overgenomen door Montagne Aardewerkfabriek.